# Liste der Naturdenkmäler in Ennigerloh
Die Liste der Naturdenkmäler in Ennigerloh nennt die Naturdenkmäler in Ennigerloh im Kreis Warendorf in Nordrhein-Westfalen.

## Naturdenkmäler
| Nummer | Bezeichnung | Lage                                                       | Bemerkung | Bild |
| ------ | ----------- | ---------------------------------------------------------- | --------- | ---- |
|        | 2 Eichen    | Westkirchen (51° 53′ 19″ N, 8° 2′ 53,2″ O)                 |           |      |
|        | Eiche       | Westkirchen am Friedhof (51° 53′ 10,7″ N, 8° 2′ 41,3″ O)   |           |      |
|        | Eiche       | Westkirchen Schliekstraße (51° 52′ 52,5″ N, 8° 2′ 19,2″ O) |           |      |
|        | Linde       | Ostenfelde (51° 51′ 55,1″ N, 8° 4′ 46,9″ O)                |           |      |
|        | Eiche       | (51° 50′ 38″ N, 7° 58′ 41,9″ O)                            |           |      |
|        | Eiche       | (51° 49′ 57″ N, 7° 57′ 2,2″ O)                             |           |      |
|        | Kastanie    | Enniger (51° 50′ 49,9″ N, 7° 57′ 36″ O)                    |           |      |
|        | Eiche       | (51° 49′ 41,2″ N, 7° 55′ 48″ O)                            |           |      |
|        | Eiche       | (51° 49′ 41,2″ N, 7° 55′ 41,9″ O)                          |           |      |